# 尊巴
尊巴（英語：Zumba）是一项由哥伦比亚舞蹈家及编舞师阿尔贝托·贝托·佩雷斯于1990年代创立的体能锻炼及体适能项目。尊巴是尊巴健身有限责任公司所拥有的商标。现任尊巴全球推广大使是来自巴西的流行歌手克劳迪娅·莱特。

## 概况

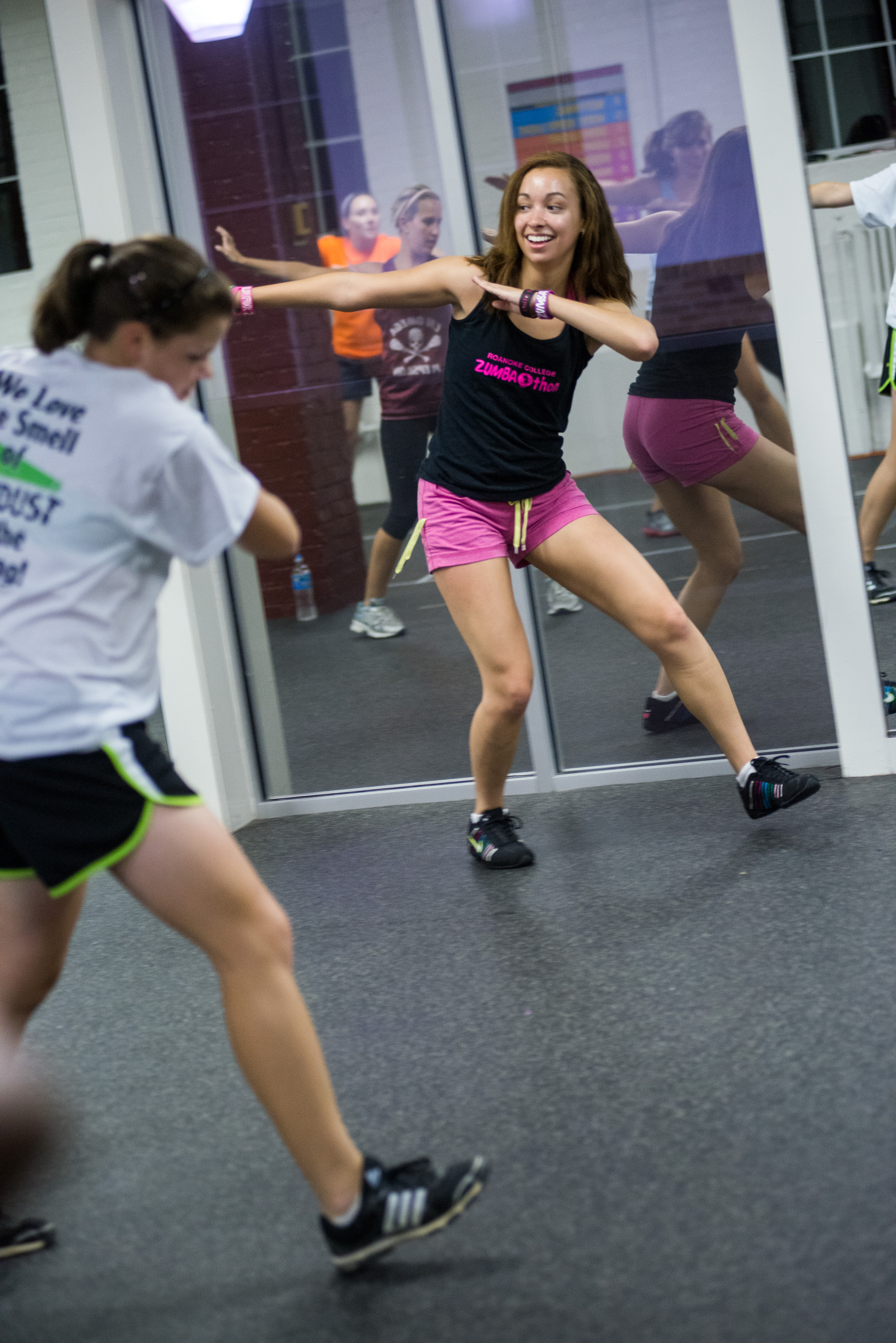
美国大学内的尊巴舞蹈课程。

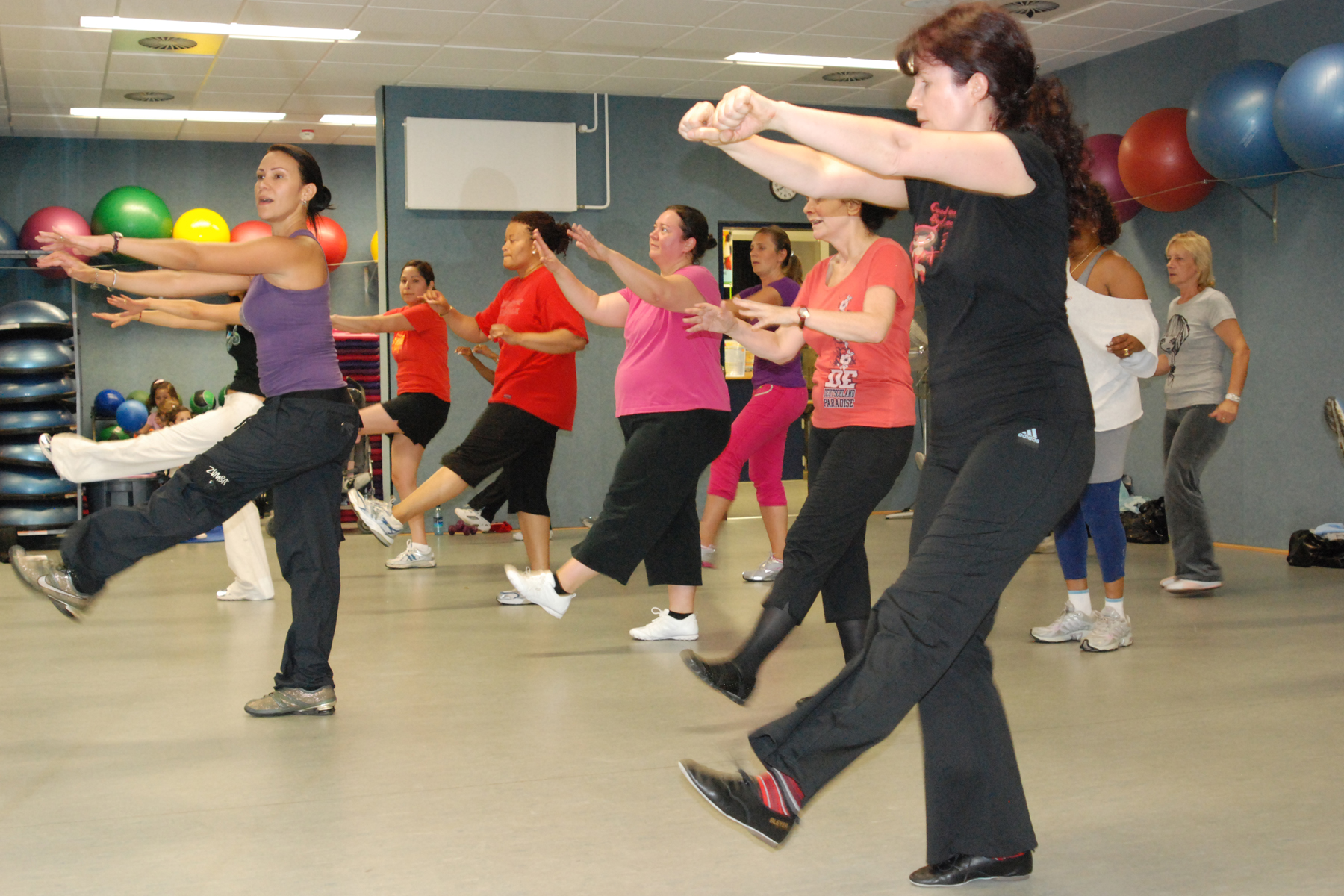
教练在健身中心教导尊巴舞蹈。

### 舞蹈起源
尊巴于1998年由阿尔贝托·贝托·佩雷斯在哥伦比亚的卡利所发明。佩雷斯原本是一名健身教练，但是他经常忘记带那些常规的健身音乐伴奏带到他的课堂上。而他刚好有一些拉丁舞卡带，其中又多以萨尔萨舞和梅伦格舞为主。佩雷斯利用这些音乐作为伴奏向他的学员教学，并将这种特殊的健身舞蹈称为“伦巴西泽（Rumbacize）”。2011年，佩雷斯开始与阿尔贝托·珀尔曼及阿尔贝托·阿吉翁（Alberto Aghion）合作，他们通过资讯型广告发行了一系列健身视频。2012年，洞见创投与雷恩集团（Raine Group）对他们的公司进行了投资。根据珀尔曼的说法，他们已经在线下开设了尊巴教学课堂；截至2014年，他们在186个国家或地区共拥有1400万名学生。
“尊巴”是一个新造词，是专门用于推广这种舞蹈而创立的品牌词。而“尊巴”原本被称为“伦巴西泽（Rumbacize）”，是由西班牙语伦巴与爵士健身操组合而成。

### 编舞风格
尊巴的编舞主要是基于萨尔萨舞、雷击顿舞、梅伦格舞和坎比亚舞四种基本旋律，而每种基本旋律又有四套核心舞步。而尊巴的编舞就是基于上述16种核心舞步，可以全部使用也可以只使用其中部分。

### 课程类型
尊巴的健身课程大约为1小时一节，必须由经过尊巴健身有限责任公司认可的教练进行教授。在一节尊巴课中，根据所投入的精力不同，参与者可以消耗的热量最多在600大卡左右。尊巴的伴舞音乐主要来自以下类型：坎比亚舞曲、萨尔萨舞曲、梅伦格舞曲、曼波舞曲、弗拉明戈舞曲、恰恰舞曲、雷击顿舞曲、索卡舞曲、桑巴舞曲、嘻哈舞曲、阿谐舞曲和探戈舞曲。尊巴是一种适用广泛的健身舞蹈，因为它几乎适用于所有健身水平的人。
尊巴健身有限责任公司目前开设了十种类型的尊巴课程，以适用不同年龄或精力的学员。
| 课程名                | 简介 |
| --------------------- | --- |
| 黄金尊巴              | 为初学者和老龄人士设计的尊巴课程。                                                                                                   |
| 踏板尊巴              | 转为下半身锻炼而设计的尊巴课程，这种尊巴课程结合了常规尊巴与拉丁舞风格的踏板有氧操。                                                 |
| 棒舞尊巴              | 搭配韵律棒健身的尊巴课程。这种课程主要针对学员腹部、大腿及手臂等部位的肌肉，同时可以提供有氧运动和力量运动。                         |
| 泳池尊巴              | 这是在泳池内进行训练的尊巴课程。教练于池畔领舞，学员于浅水区内跟随。泳池尊巴的动作经过专门调整，将水上健身舞与尊巴常规动作予以结合。 |
| 循环尊巴              | 结合循环训练内容的尊巴课程。通常课程持续30分钟，按照时间间隔对不同区域的肌肉进行专门、循环训练。                                     |
| 儿童尊巴 / 幼儿尊巴 / | 针对7岁到11岁儿童开设的尊巴课程。 |
| 金棒尊巴              | 针对老龄人士开设的结合韵律棒的尊巴课程。课程目的在于提高老龄人士的肌肉力量，并促进其姿态、活动性与协调性的提升。                     |
| 椅子尊巴              | 利用椅子进行尊巴训练的课程。主要是利用自身体重来调整身体强壮性和协调性。                                                             |
| 超强尊巴              | 基于同步音乐运动开设的高强度尊巴训练课程。                                                                                           |
| 宝宝尊巴              | 为0到3岁婴儿及其监护人共同开设的尊巴亲子培训课程。                                                                                   |
| 养生尊巴              | 对饮食习惯进行教学的网络课程。 |

尊巴教练可以选择成为“尊巴教练网络（ZIN）”的成员，以便每月获取最新音乐及隔月获取最新训练教学内容，这些可以帮助他们开设属于自己的尊巴课程班。截至2019年，全球已拥有超过10万名的尊巴教练。

### 相关活动
尊巴健身公司每年都会在美国举行一次“尊巴教练网络年会（ZINcon）”，邀请全球尊巴教练参加。年会内容包括大师班培训、专业项目培训和尊巴音乐会。除了年会之外，尊巴健身公司还会举行一些短期的“一日大师班”和节奏培训课程，邀请教练参与。这些短期培训会在全球各地举行。2016年1月，尊巴健身举办了首次尊巴巡游。

## 评价

### 正面评价
尊巴是一项针对全身的有氧运动，可以通过参与该运动来消耗大量身体热量。根据一项研究显示，参与1小时的尊巴训练可以消耗300到900大卡的热量。
由于尊巴提供不同程度的课程选择，因此尊巴项目的支持者认为尊巴对于所有年龄段的人来说都是安全的。尊巴的一些课程是专门针对老龄人士，除了帮助他们增加力量之外，还可以纠正他们的姿态、改善他们的动作和促进他们的社交。
除了可以燃烧大量身体热量之外，尊巴还具有减轻罹患心脏病的几率，降低高血压和减少坏胆固醇以及增加好胆固醇的作用。

### 法律争议
2017年6月，伊朗政府禁止在本国开展尊巴课程。随后不久，有六名伊朗公民因教授尊巴而被控“试图改变生活方式”并于2017年8月被逮捕。

## 脚注
1. ↑  Lloyd, Janice. . 今日美国报. 2011-10-26  [2020-04-22]. （原始内容存档于2011-10-29）.
2. ↑  . Claudia Leitte Official Website.   [2020-04-22]. （原始内容存档于2015-11-18）.
3. ↑  Yowei Shaw. . 全国公共广播电台.   [2020-04-22]. （原始内容存档于2021-03-12）.
4. ↑  Mary Luettgen; John P. Porcari; Carl Foster; Richard Mikat; Jose Rodriguez-Morroyo. . ACEfitness.org. American Council on Exercise.   [2020-04-22]. （原始内容存档于2021-01-17）.
5. ↑  . zumba.tlw.hu. 2016-04-25  [2020-04-22]. （原始内容存档于2016-04-25）.
6. ↑   (PDF).   [2020-04-22]. （原始内容存档 (PDF)于2017-02-02）.
7. ↑  Crumpton, Mark. . 彭博电视 (彭博社). 2014-12-04  [2020-04-22]. （原始内容存档于2015-03-28）.
8. ↑  . 尊巴健身有限责任公司.   [2020-04-22]. （原始内容存档于2021-02-08）.
9. ↑  Cammy Clark. . 拉伯克雪崩报（英语：Lubbock Avalanche-Journal）.   [2020-04-22]. （原始内容存档于2021-02-02）.
10. ↑  Guy Raz. . 全国公共广播电台.   [2020-04-22]. （原始内容存档于2021-02-25）.
11. ↑  Ladha, Shubham. . LiveMint. 2019-06-15  [2020-04-22]. （原始内容存档于2019-06-16）.
12. ↑  . 初心者.net.   [2020-04-22]. （原始内容存档于2022-04-12）.
13. ↑  Stevens, Carrie. . MSN (Microsoft). 2011-12-31  [2020-04-22]. （原始内容存档于2011-12-31）.
14. ↑  . wanttoknowit.com.   [2020-04-22]. （原始内容存档于2021-01-28）.
15. ↑  Stevens, Carrie. . 罗代尔公司（英语：Rodale Inc.）. 2011-08-03  [2020-04-22]. （原始内容存档于2018-01-10）.
16. ↑  Jane Alexander. . 每日电讯报.   [2020-04-22]. （原始内容存档于2016-06-05）.
17. 1 2  Mary Luettgen; Carl Foster; Scott Doberstein; Rick Mikat; John Porcari. . Journal of Sports Science and Medicine. 2012-06, 11 (2): 357–358  [2020-04-22]. ISSN 1303-2968. PMC 3737860 . PMID 24137072. （原始内容存档于2022-10-05）.
18. 1 2  Jodi Helmer. . 网医（英语：WebMD）.   [2020-04-22]. （原始内容存档于2022-09-14）.
19. ↑  . 尊巴健身有限责任公司.   [2020-04-22]. （原始内容存档于2021-03-09）.
20. ↑  . 尊巴健身有限责任公司.   [2020-04-22]. （原始内容存档于2021-03-02）.
21. ↑  . 尊巴健身有限责任公司.   [2020-04-23]. （原始内容存档于2019-08-11）.
22. ↑  . 尊巴健身有限责任公司.   [2020-04-23]. （原始内容存档于2021-03-08）.
23. ↑  Genevieve Shaw Brown. . 美国广播公司. ABC新闻.   [2020-04-23]. （原始内容存档于2021-03-09）.
24. ↑  . Health Fitness Revolution.   [2020-04-23]. （原始内容存档于2021-02-01）.
25. ↑  Barbara Russi Sarnataro. . 网医（英语：WebMD）.   [2020-04-23]. （原始内容存档于2020-08-09）.
26. ↑  Lindsey Getz. . Today's Geriatric Medicine.   [2020-04-23]. （原始内容存档于2020-10-22）.
27. ↑  Thomas Erdbrink. . 纽约时报.   [2020-04-23]. （原始内容存档于2020-11-12）.
28. ↑  英国广播公司. . BBC在线. BBC新闻.   [2020-04-23]. （原始内容存档于2021-01-12）.

## 链接
- 尊巴健身有限责任公司 官方网站 （页面存档备份，存于）
- Zumba: Beto Perez & Alberto Perlman （页面存档备份，存于）——全国公共广播电台节目《我的创业路（英语：How I Built This）》录音